# Velika Hoča
Hoca i Madhe en albanais et Velika Hoča en serbe latin (en serbe cyrillique : Велика Хоча) est un village du Kosovo situé dans la commune/municipalité de Rahovec/Orahovac, district de Gjakovë/Đakovica (MINUK) ou district de Prizren/Prizren (Serbie). Selon le recensement kosovar de 2011, il compte 124 habitants.
Hoca i Madhe/Velika Hoča faisait partie des enclaves serbes au Kosovo[réf. nécessaire]. Sur le territoire du village se trouvent 12 églises orthodoxes serbes. Le village est également réputé pour ses vins.

## Géographie
Hoca i Madhe/Velika Hoča est situé à 25 km de Prizren/Prizren et de Gjakovë/Đakovica et à 4 km de Rahovec/Orahovac.

## Histoire

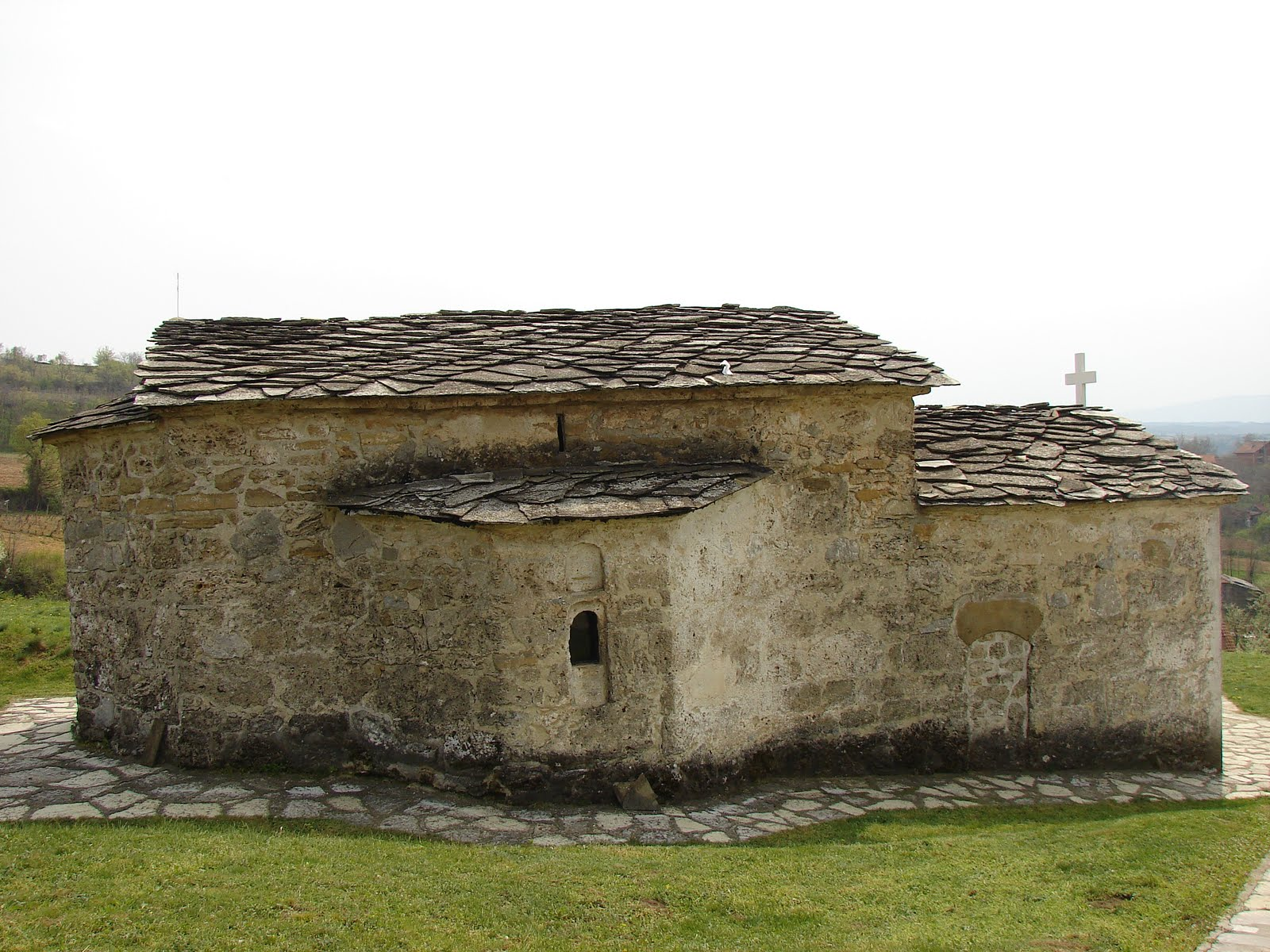
L'église Saint-Jean de Velika Hoča

Hoca i Madhe/Velika Hoča figure pour la première fois dans des sources écrites au XIIe siècle, quand Stefan Nemanja fit don de ce village au monastère de Hilandar ; cette datation en fait une des plus anciennes localités serbes de Métochie. Velika Hoča/Hoca i Madhe devint alors un important centre économique et spirituel, avec 24 églises et plusieurs monastères. L'église la plus ancienne du village est l'église Saint-Nicolas, construite en 1315 ; partiellement reconstruite au XVIe siècle, elle abrite de nombreuses fresques. L'église Saint-Jean, dont l'intérieur est peint de fresque datant des années 1580, remonte elle aussi au XIVe siècle. En raison de leur importance, ces deux églises sont inscrites sur la liste des monuments culturels d'importance exceptionnelle de la République de Serbie.

## Démographie

### Évolution historique de la population
| 1948  | 1953  | 1961  | 1971  | 1981  | 1991  | 2011 |
| ----- | ----- | ----- | ----- | ----- | ----- | ---- |
| 1 049 | 1 124 | 1 184 | 1 245 | 1 295 | 1 288 | 124  |

|  |

### Répartition de la population par nationalités (2011)
En 2011, les Albanais représentaient 60,48 % de la population et les Serbes 39,52 %.